# Hime-chan no Ribbon
Ленточка Химэ (яп. 姫ちゃんのリボン Химэ-тян но Рибон) — аниме-сериал в жанре махо-сёдзё, снятый по манге Мэгуми Мидзусавы, которая печаталась в журнале Ribon с августа 1990 по январь 1994 года. Он состоит из 61 серии и снят на студии Studio Gallop, и транслировался со 2 октября 1992 по 3 декабря 1993 года. Это был первый проект в котором Хадзимэ Ватанабэ выступил как дизайнер персонажей. Манга была собрана в десять томов.

## Сюжет
Эта история повествует о Химэко Нонохаре, также известной как Химэ, энергичной четырнадцатилетней девочки, самой большой озорнице в школе. Химэко мечтает стать женственной, как её старшая сестра Айко.
Однажды ночью, к Химэко неожиданно пришла девочка, которая является её зеркальным отражением. Эта девочка - принцесса Эрика из Волшебного королевства. Эрика объясняет, что люди в Волшебном королевстве имеют точные аналоги в мире людей, и для того, чтобы показать себя достойной принцессой, она должна дать Химэко созданный ею волшебный предмет. Химэко получает красную ленточку для волос на один год, чтобы определить насколько она полезна, и достойна ли Эрика унаследовать корону.
Лента позволяет Химэко превратить любого человека на час. Если Химэко не сможет произнести волшебное заклинание в обратном порядке до истечения часа, она навсегда останется тем в кого превратилась. Она не может никому раскрыть секрет ленты и её наличие. Если она сделает это, в наказание её память будет стерта.

## Ремейк
В 2009 году манга была перерисована мангакой Сихо Комиюно. Различия между двумя мангами заключается в том что действие происходит в более современном мире.